# Amrita Rao

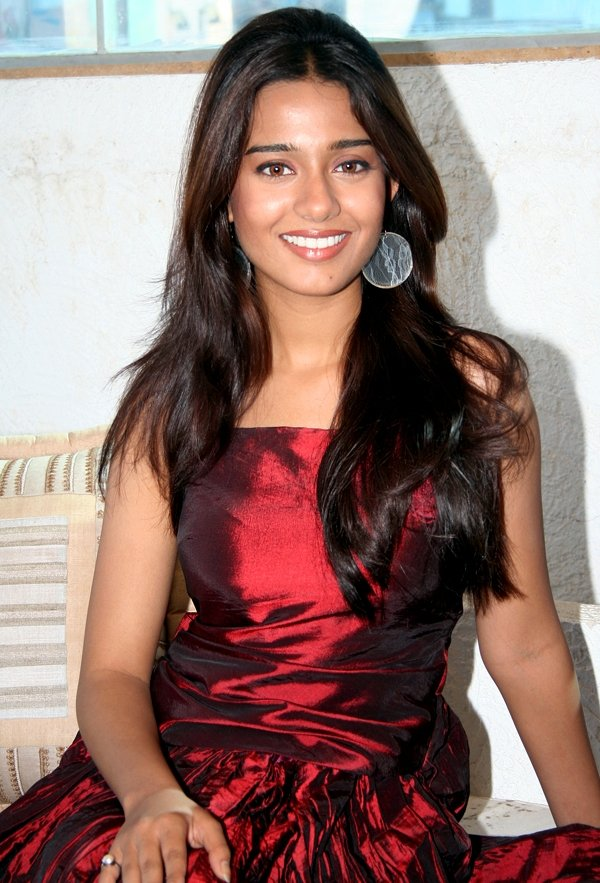
Amrita Rao

Amrita Rao (Hindi अमृता राव; * 17. Juni 1981, Chitrapur, Karnataka) ist eine indische Schauspielerin und ein Model.
Ihr Filmdebüt erfolgte 2002 in Ab Ke Baras, jedoch wurde sie erst mit dem Film Ishq Vishk zum Star. Darauf folgten Masti – Seitensprünge lohnen nicht! und Ich bin immer für Dich da!, welche ihre Bekanntheit weiter steigerten. In der Folge konnte sie an diese Erfolge nicht anknüpfen, obwohl ihre darstellerischen Leistungen von den Kritikern sehr gewürdigt wurden. Mit ihrem letzten Film von Sooraj R. Barjatya (Vivah) war sie erneut erfolgreich.

## Leben
Amrita Deepak Rao wurde als Tochter einer wohlhabenden Familie in Mumbai geboren. Ihr Vater Deepak Rao besitzt eine Werbeagentur. Ihre jüngere Schwester Preetika Rao, ist ein Model und eine Schauspielerin im Südindischen Kino. Rao besuchte die Canossa Klosterschule für Mädchen Girls School und absolvierte einen Psychologie-Abschluss am Sophia College der University of Mumbai. Rao beschreibt ihre Familie als eine „sehr konservative Familie – eine traditionelle, indische Hindu Familie“ und sich selbst als sehr liberal. Ihre Muttersprache ist Konkani, aber sie spricht auch Marathi, Englisch und Hindi.
Nach 7 Jahren heiratete sie am 15. Mai 2016 ihren Freund in Mumbai.

## Filmografie
- 2002: Ab Ke Baras
- 2002: The Legend of Bhagat Singh
- 2003: Ishq Vishk
- 2004: Deewaar
- 2004: Ich bin immer für Dich da! (Main Hoon Na)
- 2004: Masti – Seitensprünge lohnen nicht!
- 2005: Shikhar
- 2005: Vaah! Life Ho Toh Aisi!
- 2006: Vivah
- 2006: Pyare Mohan
- 2007: Athidi (Telugu)
- 2007: Heyy Babyy (Gastauftritt)
- 2008: My Name is Anthony Gonsalves
- 2008: Welcome to Sajjanpur
- 2008: Shaurya
- 2009: Victory
- 2009: Shortkut
- 2009: Life Partner
- 2010: Jaane Kahan Se Aayi Hai
- 2011: Love U…Mr Kalakaar!
- 2013: Jolly LLB
- 2013: Satyagraha
- 2013: Singh Sahab the Great
- 2014: Sulemani Keeda